# フォーセリアの精霊一覧
フォーセリアの精霊一覧（フォーセリアのせいれいいちらん）ではフォーセリアにおける精霊のリストを示す。ソード・ワールドRPGにおいては精霊魔法を使う際にそれぞれの精霊が司るもの、もしくはその精霊が周囲にいなければ唱えることができない。上位精霊は精霊王とも呼ばれる。

## 一覧
火の精霊
- 火の下位精霊 サラマンダー（火とかげ）
- 火の上位精霊 エフリート（炎の魔神）：破壊も司る
- 火の上位精霊 フェニックス（不死鳥）：再生・復活も司る

風の精霊
- 風の下位精霊 シルフ（風の乙女）
- 風の上位精霊 ジン（風の王）：自由も司る

水の精霊
- 水の下位精霊 ウンディーネ（水の乙女）
- 水の上位精霊 クラーケン（海魔）

土の精霊
- 土の下位精霊 ノーム（大地の子）
- 土の上位精霊 ベヒモス（大地の巨獣）

氷の精霊
- 氷の精霊 フラウ
- 氷の上位精霊 フェンリル（氷雪の魔狼）

光の精霊 ウィル・オー・ウィスプ
静電気の球体として顕現し、ぶつけると崩壊してダメージを与える為、戦闘にも使用される
闇の精霊 シェイド
恐怖も司る。生物にぶつけると精神にダメージを与える為、戦闘にも使用される
植物の精霊
植物の精霊界は世界樹自身。
- 草の下位精霊 スプライト（小さき精霊）：恥じらいも司る。姿隠しの際に用いられる。
- 樹木の中位精霊 ドライアード：魅了・誘惑も司る
- 森の上位精霊 エント

生命の精霊
名が定かでない（姿は混沌の大地4巻を参照）。「知られざる生命の精霊」とも呼ばれる。男性の精霊使いはその力を借りる事ができない。
負の生命の精霊
名も姿も定かでない。アンデッドに宿る。その力を借りた精霊魔法は知られていない。
勇気の精霊 バルキリー（戦乙女）
女性の精霊使いはその力を借りる事ができない。西の果て「混沌の地」では「女王」（戦神マイリーの別顕現と考えられる神格）の使いとされる。マーマンなど精霊魔法を使うモンスターにも、この精霊を友とする者がいる。クリスタニアでは女性も行使可能。
怒りの上位精霊 フューリー
取り憑かれた者は狂戦士となり、その魂は消滅する。
悲しみの上位精霊 バンシー
取り憑かれた者は悲しみの果て死に至り、その魂は消滅する。
悪戯の精霊 レプラコーン
困惑と共に寂しさも司る（その事を知らない精霊使いも多い）。恐怖によりレプラコーンが狂うとその生物は朱頭病という伝染病にかかってやがてレッドキャップというモンスターになってしまう。
夢の精霊
- 眠りの下位精霊 サンドマン：眠りの呪文の際に用いられる。
- 夢（性）の中位精霊 インキュバス（夢魔）
- 夢（性）の中位精霊 サッキュバス（夢魔）

建物の精霊 ブラウニー
数十年にわたり人が居住した大きな家屋に宿る。建物の精霊界は存在せず、物質界に留まっている。
色の精霊 ビフロスト
色を司る。色を失ったものは水晶のような物質になり、それ以上変化することがなくなる。通常の精霊使いには使役不能。

### 複合精霊
上記の他、複数の精霊力が融合した複合精霊の存在が知られている。現在までに、作品中に登場しているのは次の通り。
- 火と土の複合精霊ラーヴァ
- 炎と氷の複合精霊フロストサラマンダー - クリスタニアRPGの『封印伝説クリスタニア』にて登場。ただし、精霊力が未分化な混沌界においてのみ存在可能。

ほとんどの精霊使いは複合精霊を混沌の存在として忌み嫌う。ソード・ワールドRPGリプレイ第3部ではスイフリーがこれを公言している。